# Kanton Saint-Jeoire
Kanton Saint-Jeoire is een voormalig kanton van het Franse departement Haute-Savoie. Het kanton maakte deel uit van het arrondissement Bonneville. Het werd opgeheven bij decreet van 13 februari 2014, met uitwerking op 22 maart 2015.

## Gemeenten
Het kanton Saint-Jeoire omvatte de volgende gemeenten:
- La Tour
- Mégevette
- Onnion
- Saint-Jean-de-Tholome
- Saint-Jeoire (hoofdplaats)
- Ville-en-Sallaz
- Viuz-en-Sallaz